# Chris Vrenna
Chris Vrenna (Erie, Pennsylvania, 23 de febrero de 1967) es un músico, productor (ganador de un Premio Grammy), ingeniero de sonido, compositor y programador estadounidense fundador de la banda electrónica Tweaker. Vrenna también tocó la batería para la banda de rock industrial Nine Inch Nails desde 1989 hasta 1997.

## Carrera
A mediados de los años 1980, Vrenna se mudó a Chicago, entrando en la escena de música industrial al pertenecer brevemente a las bandas Die Warzau y Stabbing Westward.
Después se volvería a encontrar con Trent Reznor, con quien había estudiado en Pennsylvania, cuando ambos formaban parte de la banda de  Cleveland, Ohio, Exotic Birds. También hizo gira como batería con la banda KMFDM durante 1992. Actualmente graba bajo el pseudónimo de Tweaker, habiendo lanzado dos álbumes con ese nombre, The Attraction To All Things Uncertain (2001) y 2am Wakeup Call (2004). Tweaker hizo gira estadounidense con Skinny Puppy en 2004.
Como productor, mezclador o ingeniero, Vrenna ha trabajado con God Lives Underwater, Rammstein, Metallica, The Rasmus, U2, Weezer, P.O.D., David Bowie, The Perfects. Cold, underwater, Scarling., The Smashing Pumpkins, Hole, Marilyn Manson, Rob Zombie, Green Day,  Live, Adema, Wallflowers, TheStart y Dir en grey. También ha trabajado con la banda de música industrial Pigface y producido para bandas como TCR, Jack Off Jill y Rasputina.
Vrenna ha trabajado en la música de varios videojuegos, entre otros Doom 3 (como productor con Clint Walsh), Quake 4, American McGee's Alice, Enter the Matrix, Sonic The Hedgehog (2006), Area 51 y Need for Speed Most Wanted. En 2004 comenzó la banda sonora de Tabula Rasa, un juego ultijugador en línea. También ha compuesto la música de la serie animada Xiaolin Showdown.
Aparece en los vídeos musicales Gave Up, Wish y March of the Pigs de Nine Inch Nails,  y también brevemente en el vídeo de The Perfect Drug.
Vrenna ganó un Premio Grammy como miembro de Nine Inch Nails por "Mejor actual de metal" por Happiness in Slavery en 1995 por su interpretación en directo en el álbum de Woodstock '94.
Vrenna fue programador de Billy Corgan en 1997. Mientras se encontraba de gira con The Smashing Pumpkins, Vrenna recibió la llamada de Axl Rose, que invitó a Vrenna a estar con Guns N' Roses un tiempo. "Lo hice un par de semanas, pero después decidí que no quería unirme a la banda", dijo Vrenna.
Vrenna fue contratado como batería de la banda Marilyn Manson después de que Ginger Fish se lesionase en 2004 durante la gira de Lest We Forget. Ahora ha sustituido a Madonna Wayne Gacy como teclista, además de haber coproducido The High End of Low. En 2011, tras la salida de Ginger Fish, se anunció a Vrenna como sustituto de este. En su nuevo disco, que se espera para comienzos del 2012, Vrenna pasará a ser el batería, dejando el puesto de los teclados a un miembro aún por confirmar. En agosto del 2011 Chiris Vrenna dejó Marilyn Manson.